# Carmengate

Emblema del PDC.

El Carmengate fue un escándalo político chileno que ocurrió el 27 de noviembre de 1988. Consistió en denuncias de serias irregularidades electorales en las primarias internas del Partido Demócrata Cristiano (PDC), que habrían beneficiado a Patricio Aylwin (quien terminaría por ser electo Presidente de la República en la elección presidencial del año siguiente), en desmedro -principalmente- de Gabriel Valdés, que había sido en los años anteriores el dirigente de mayor visiblilidad dentro de la oposición democrática a Augusto Pinochet. El tercer precandidato en esta elección interna era Eduardo Frei Ruiz-Tagle, quien sucedería años después a Aylwin en la presidencia de Chile.
El caso recibe su nombre (que también hace referencia al escándalo político estadounidense de Watergate) de la sede central del PDC, que en ese entonces se ubicaba en un edificio cuya dirección es Carmen 8, en el Centro de Santiago.

## Historia

### Antecedentes
El 5 de octubre de 1988 ganaba la opción NO en el plebiscito de aquel año, siendo derrotado Augusto Pinochet en su intento de extender su dictadura por 8 años más. Pocas semanas después, los principales partidos políticos chilenos ya iniciaban reuniones para definir sus candidatos para la elección presidencial del año siguiente.
Dentro de la opositora Concertación de Partidos por la Democracia, de la que el PDC era parte, se sobreentendía, por las condiciones políticas de la transición, que el candidato de ese partido de centro sería necesariamente el representante de la coalición (y virtual ganador) en la próxima elección presidencial.
El 24 de octubre se reunió la Junta Nacional de la Democracia Cristiana, el partido más grande de ese momento, para fijar la fecha de las primarias internas, en las que compitirían Gabriel Valdés, Patricio Aylwin y Eduardo Frei Ruiz-Tagle. Ya ese día los aylwinistas dieron muestra de su fuerza entre los mandos medios del partido. Intentando evitar la elección primaria, Andrés y Adolfo Zaldívar, Eliana Caraball, Ramón Briones y Gutenberg Martínez, entre otros, presentaron las firmas de 34 de los 46 presidentes provinciales del PDC, y argumentaron para que Aylwin fuera proclamado candidato presidencial sin más trámite. Pero una álgida oposición de otros dirigentes impidió que los aylwinistas cumplieran su cometido de evitar la primaria en esa jornada.

### Precandidatos

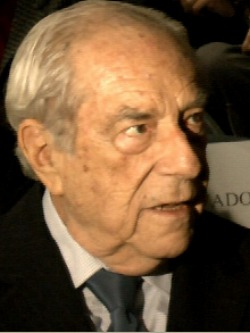
Gabriel Valdés.

Los precandidatos DC tenían perfiles bastante diferentes dentro de la historia reciente del partido.

#### Gabriel Valdés Subercaseaux
Gabriel Valdés, el excanciller del presidente Frei Montalva y ex alto funcionario de Naciones Unidas, había tenido un protagonismo mayor a Aylwin durante los años claves de las movilizaciones de oposición a la dictadura. Se había convertido en la principal cara pública de la oposición democrática contra Pinochet, tras la muerte de Frei Montalva, encabezando las jornadas de protesta y desobediencia civil, siendo encarcelado por el régimen de facto en dos ocasiones.
El golpe militar de 1973 sorprendió a Valdés (ya radicado en Estados Unidos), durante un viaje a Costa Rica. Intentó regresar a Chile, pero le fue imposible, condenando en ese entonces el golpe de Estado.
En abril de 1975, junto a otros altos dirigentes DC reunidos en Nueva York (Bernardo Leighton, Renán Fuentealba, Claudio Huepe, Ricardo Hormazábal y Radomiro Tomic) abogó por una conciliación con la izquierda y criticó la línea política del "camino propio", seguida en Chile por el entonces presidente del partido, Patricio Aylwin. Un par de meses más tarde, en septiembre, el FBI intervino para alertar al secretario general de la ONU, Kurt Waldheim, de un inminente atentado organizado por la DINA en contra del dirigente Valdés. El FBI le otorgó custodia permanente al excanciller, al tiempo que Waldheim encaraba al embajador de Pinochet en la ONU, advirtiéndole que no intentaran nada contra Valdés y enrostrando la identidad de los agentes chilenos encargados de los atentados (los hermanos Melgoza, que años antes habían participado en el asesinato de René Schneider). El comando también habría tenido como blanco a Radomiro Tomic, otro de los mayores líderes del PDC, que en ese momento estaba avecindado en Washington D. C. trabajando en la escuela de asuntos públicos e internacionales de la Universidad de Princeton. Al quedar en evidencia, los agentes chilenos abandonaron Nueva York vía Madrid.

«Preguntado por qué Valdés y Tomic habían sido elegidos para ser asesinados, Valdés dijo que él y Tomic podían ser posibles candidatos en una elección para la Presidencia de Chile en el evento de que tales elecciones fueran permitidas. Valdés agregó que Tomic tenía amplia popularidad en Chile.»
Acta del FBI, 13 de agosto de 1975.

Poco menos de un mes después de la declaración de Valdés al FBI, el 6 de  octubre de 1975, otro de los miembros del grupo de dirigentes DC antigolpistas que se había reunido en Estados Unidos en abril, Bernardo Leighton, sufrió un atentado junto a su esposa en las calles de Roma, siendo baleado ambos por neofascistas italianos contactados por el organismo represor de la dictadura chilena, la DINA, de forma tal que Leighton sobrevivió providencialmente, pero sus funciones cerebrales resultaron severamente comprometidas hasta su muerte, años más tarde. Por su parte la esposa de Leighton, Anita Fresno, quedó parapléjica producto de este ataque armado.
En enero de 1982 ocurre la muerte  del expresidente chileno Eduardo Frei Montalva, que recientemente la justicia chilena consideró como un envenenamiento hospitalario intencional, y que habría sido digitado por órganos de la inteligencia chilena, habiendo declarado, en primera instancia, el juez instructor "legalmente comprobada la existencia del delito de homicidio" en el caso, y posteriormente revocado el fallo en la Corte de Apelaciones al no haberse comprobado fehacientemente infracciones dolosas ni culposas a la lex artis médica.
Pocos meses después de esta muerte Gabriel Valdés volvió a Chile, abandonando su cargo de subsecretario general de las Naciones Unidas para el PNUD. Casi recién llegado asumió la presidencia del PDC. Desde esta repatriación, articuló una coalición con grupos socialistas y socialdemócratas en contra de Pinochet. Así se sucedieron la Alianza Democrática (agosto de 1983-1987), de la que fue primer vocero; el Acuerdo Nacional (1987), de que fue uno de los redactores; y la Concertación de Partidos por la Democracia (enero de 1988), de la que participó como organizador. Por lo que gran cantidad de militantes de la Concertación y opositores a Pinochet lo consideraban un candidato presidencial seguro para la elección de 1989. Pero, según Valdés, ya tras el triunfo del NO, el 5 de octubre de 1988, se le negó el ingreso a la celebración oficial del comando opositor en el Hotel San Francisco Kempinski de Santiago.
En la perspectiva de la primarias que se acercaban, dirigentes DC de la época, como Andrés Palma, recordarían después que Valdés, a diferencia de Aylwin, "nunca tuvo una máquina interna, un aparato político en el partido que le fuera incondicional".

#### Patricio Aylwin

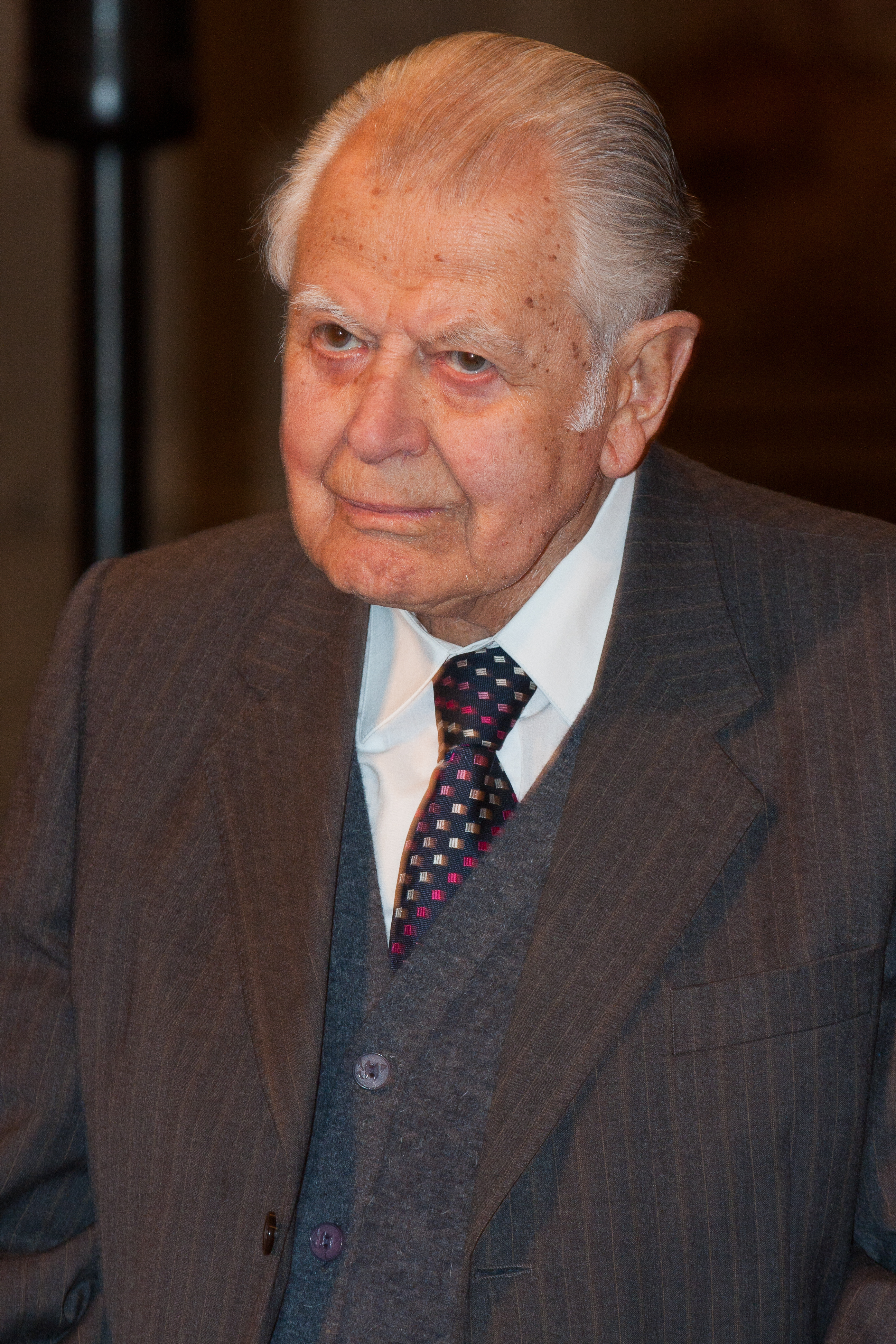
Patricio Aylwin (foto del 2011).

Patricio Aylwin, entre 1970 y 1973, había encabezado como presidente del PDC una política de férrea oposición al gobierno de Salvador Allende.
Por otro lado, Aylwin había aprobado en su momento el golpe militar de 1973, que inauguró la dictadura de Pinochet, avalando ante la prensa internacional la veracidad del Plan Z; una pretendida operación -ampliamente difundida por los militares- por la cual el gobierno de la Unidad Popular supuestamente se habría aprestado a realizar un autogolpe para instaurar una "tiranía comunista". Pero, según la Comisión Valech, un organismo oficial de investigación atropellos contra los derechos humanos, se trató de "revelaciones (que) nunca han podido ser validadas empíricamente"; La CIA, por su parte, manejaba en esos años la versión de que se trataba de información manipulada con fines de guerra psicológica.
Tras el golpe, y en medio del "receso político" impuesto por los militares, Aylwin permaneció en Chile, conservando el cargo de presidente del partido, mientras este disminuía su actividad a la mínima expresión. En 1975 su política del "camino propio", contraria a cualquier avenimiento con la izquierda, le valió la crítica de varios líderes históricos de la DC reunidos en Nueva York, entre los que se encontraba Gabriel Valdés. Tras este traspiés, en octubre de 1976 Aylwin renunció, pero dejó designada una mesa directiva (Andrés Zaldívar, presidente; Tomás Reyes, primer vicepresidente; Rafael Moreno Rojas, segundo vicepresidente; Máximo Pacheco Gómez, tercer vicepresidente, y José De Gregorio, secretario general), adicionando dos cargos nuevos: Gutenberg Martínez, presidente de la JDC y José Monares, encargado sindical.
En el contexto del PDC, Eduardo Frei Montalva asumió una decidida oposición a la dictadura militar a partir de 1980, erigiéndose en la cabeza visible de la oposición interna hasta su muerte, en 1982. A partir de ese momento, el rol protagónico sería tomado por Gabriel Valdés, mientras Aylwin ocupaba puestos en la mesa central del partido.
A fines de 1987, cuando el cronograma de la transición comenzaba a aclararse, Aylwin volvió a primera línea de la figuración pública, al ser electo presidente del PDC en una elección a la que Valdés no se presentó. En la campaña previa a esos comicios internos, Aylwin se comprometió a que, en caso de ser elegido presidente del PDC, no postularía a la Presidencia de la República de triunfar el "No" en el plebiscito de octubre de 1988. Por asumir la dirección del PDC, Aylwin ocupó también la presidencia de la Concertación a principios de 1988.
Aylwin comentaría años más tarde, a raíz de la muerte de su mayor competidor en la primaria de 1988, que: "Gabriel Valdés se sentía más a la izquierda mía, y me situaba a mí más a la derecha".

Periodista: Además, (Gabriel Valdés fue) líder masivo en los años 80.

Aylwin: "Líder masivo, yo sin embargo tenía una historia: había sido presidente siete veces del partido en períodos en que él estaba o de ministro de Estado o sirviendo importantes cargos en el exterior, pero alejado de toda nuestra pelea dramática en el curso del Gobierno del Presidente Allende, de la que él sólo fue testigo desde lejos, un observador".
Patricio Aylwin, abril del 2006.

#### Eduardo Frei Ruiz-Tagle

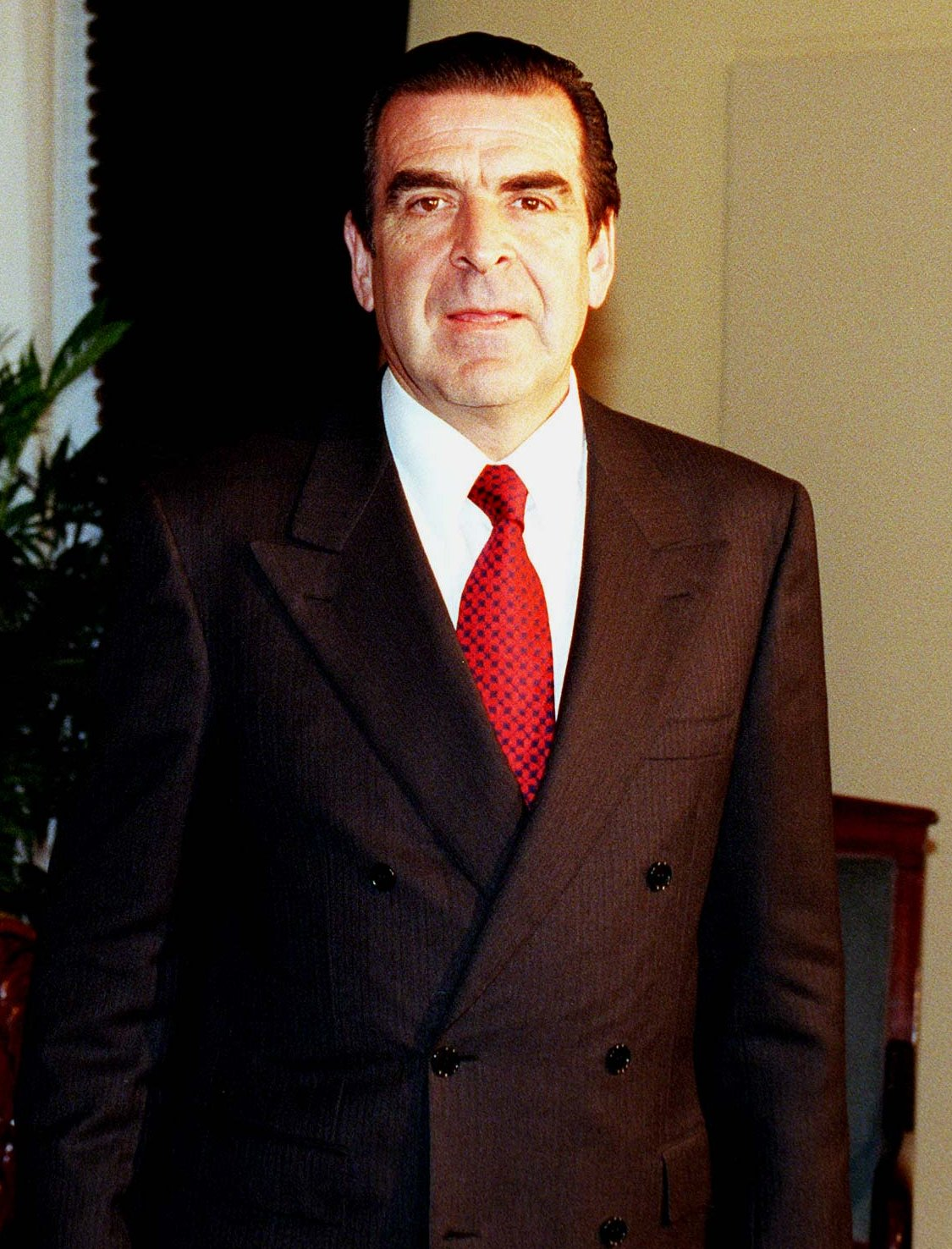
Eduardo Frei Ruiz-Tagle en 1998.

El tercer precandidato era Eduardo Frei Ruiz-Tagle, hijo del fallecido presidente Frei Montalva, quien -si bien contaba con alguna trayectoria al interior del partido- tenía un bajo perfil en la escena pública. Los observadores le asignaban a Frei Ruiz-Tagle menores posibilidades en la primaria de 1988 frente a sus competidores.

## El escándalo
Finalmente la primaria se realizó y dio por ganador a Aylwin. Pero el escándalo se desató cuando, el 27 de noviembre de 1988, los seguidores de Frei y Valdés denunciaron que había serias irregularidades en las inscripciones de 5000 votantes. Los denunciantes responsabilizaron de la situación a la "División de Organización y Control" del partido, dirigida por el aylwinista Gutenberg Martínez. Aún más, se había descubierto in fraganti a dos militantes de la DC en el octavo piso de la sede central partidaria, ubicada en Carmen 8, adulterando los padrones electorales a favor de Aylwin. El descubrimiento ocurrió mientras el responsable del proceso, Gutenberg Martínez, se encontraba físicamente en el primer piso del edificio. Según versiones de prensa, quien sorprendió a los militantes fue el futuro diputado Jorge Burgos. Uno de los adulteradores era Juan Osses, mientras que la identidad del otro, dependiendo del medio, aparece como Claudio Soto o Eugenio Yánez.
Posteriormente, tras la muerte de Marcelo Rozas, un dirigente DC cercano a Gutenberg Martínez, fue recogida en la prensa la versión de que Rozas había estado altamente involucrado en el "Carmengate", a partir de su amistad con Martínez.
Unos días después, el precandidato presidencial DC Eduardo Frei Ruiz-Tagle solicitó mediante una carta a Patricio Aylwin la suspensión de las elecciones y una auditoría administrativa interna. A lo que Aylwin respondió calificando como "impertinentes sus reflexiones acusadoras". Agregó el 12 de diciembre: "¿Por qué voy a renunciar si he ganado las elecciones?".
Luego, siguieron una larga serie de negociaciones entre las partes, donde actuó como mediador el sacerdote Percival Cowley (futuro capellán católico de La Moneda).
El 5 de febrero de 1989 se reunió la Junta Nacional del PDC en la Casa de Ejercicios Sagrado Corazón, de Talagante. En las negociaciones que surgieron durante la cita, se levantó la candidatura de Andrés Zaldívar (cercano a Aylwin) como candidato de consenso. Luego de esto, Gabriel Valdés anunció el retiro de su postulación. Aylwin respondió ofreciendo la bajada de su precandidatura, siempre que Frei y Zaldívar hicieran lo mismo. Pero, cuando los dos competidores formalizaron su renuncia, él no lo hizo. En medio de este escenario, finalmente Valdés terminó por proclamar a Aylwin como candidato del partido.

## Recuerdo de los protagonistas

### Valdés
Gabriel Valdés, a lo largo de los años siguientes, siempre insistió en que hubo irregularidades en la primaria DC de 1988:

"La elección fue una fatigosa jornada que duró todo el día (...) Al anochecer, cuando los escrutinios fueron entregados, sorpresivamente los resultados fueron favorables para Patricio Aylwin. Yo quedé en segundo lugar y Eduardo Frei en tercero (...) Recordé entonces que, poco antes de la elección, un amigo me había comentado una situación curiosa: él había ingresado a la sede del partido, en calle Carmen Nº 8, a buscar unos papeles y había visto a unas personas manipulando sigilosamente las urnas que se usarían para la elección (...) Después de un tiempo, algunos amigos me han traído pruebas de la existencia real de aquellos miles de votos de gente que no existía".
Gabriel Valdés

"La primera vez que quise serlo (Presidente) creo que habría sido bueno. Tenía las ganas, sabía lo que quería hacer, y el mandato era de cuatro años. Lo habría hecho bien, pero vino el Carmengate, unos manejos oscuros y fue Aylwin el candidato
Gabriel Valdés

### Aylwin
Patricio Aylwin, por su parte, ha refutado las denuncias del "Carmengate". O -en ocasiones- ha negado que las irregularidades hayan sido gravitantes en el resultado de la primaria DC de 1988:

"El 'Carmengate' es absolutamente artificial. Competimos por ser el candidato del partido, pero yo tenía más vida partidaria que él (Gabriel Valdés) y mayor apoyo en las bases. Llegado el momento, Gabriel tuvo la nobleza de reconocerlo y pedir que me proclamaran por unanimidad. Siempre le agradecí ese gesto".
Patricio Aylwin

"Tengo la convicción más absoluta de que eso es lo más injusto del mundo. Todo el proceso fue correcto. Me presentaré en el otro mundo, cuando sea juzgado, con una conciencia muy tranquila al respecto. Es algo que Gabriel Valdés no me ha perdonado nunca, pero la verdad es que fue él quien propuso mi proclamación en la Junta Nacional. Ahí yo saqué el 60% y Gabriel el 40%. Además, con todo el respeto que me merece Gabriel, él estuvo la mayor parte de la dictadura en la ONU mientras nosotros estábamos aquí en la pelea de todos los días."
Patricio Aylwin

Periodista: ¿Qué piensa de lo que ha dicho Valdés que no fue Presidente porque hubo maniobras al interior de su partido que se lo impidieron?

Aylwin: "-Mire, lo hemos discutido con Gabriel, creo que es un error de él, porque no hubo ninguna cosa incorrecta, eso es una tontera de dos muchachos que se metieron a la sala donde estaba el registro de inscritos a no sé qué, y los pillaron, pero ellos no adulteraron los registros, y ya los registros estaban en cada una de las provincias o de las comunas donde se iban a hacer las votaciones. El famoso Carmengate, del que culpan al Gute (Gutenberg Martínez) injustamente, no alteró en nada el resultado.".
Patricio Aylwin, abril del 2006.

## Otros testimonios
El periodista Juan Pablo Cárdenas ha testimoniado que Belisario Velasco se jactó en su presencia de haber sido llamado por Aylwin a la subsecretaría del Interior en 1990, debido a que contaba con pruebas "contundentes" del "Carmengate" en una caja fuerte:

«Una de las grandes sorpresas en el gabinete de Aylwin fue el nombramiento de Belisario Velasco como subsecretario del Interior. La relación entre ambos siempre había sido como el aceite y el vinagre, de manera que cuando lo fui a felicitar a La Moneda –antes de la peripecia de Análisis-, le expresé mi sorpresa:

- Y cómo puede explicarse tu designación, Belisario.

- Por lo que tengo allí en esa caja fuerte… las pruebas contundentes del “Carmengate”… »
Juan Pablo Cárdenas, periodista.

Respecto a la influencia del "Carmengate" en el destino político de Gabriel Valdés, hay diversas evaluaciones al interior del PDC:

"Sin ese incidente (el Carmengate), Valdés ganaba la elección"
Eduardo Saffirio, ex diputado DC.

Jorge Burgos, que ha sido señalado como testigo principal del fraude electoral en la sede partidaria de calle Carmen, años después, tras participar del aparato de inteligencia del gobierno de Aylwin y ser diputado por el PDC, relativizó la importancia de este escándalo: 

"Fue un episodio lamentable que el tiempo afortunadamente superó, pero no creo que haya sido una causa basal de la imposibilidad de don Gabriel para llegar a la Presidencia"
Jorge Burgos, diputado DC que sorprendió a los miltantes adulteradores.

Edgardo Boeninger, ministro de la Presidencia durante toda la administración de Aylwin, decía haber creído la versión de Gutenberg Martínez, en cuanto a que no hubo nada irregular en la primaria de 1988. Pero reconocía conservar algunas dudas sobre el asunto, al tiempo que advertía que las elecciones internas en la DC (y otros partidos) nunca fueron demasiado limpias.

"Fui a votar y se produjo este escándalo (...) Yo pregunté a mis colegas de la directiva 'qué hay de esto'. Y Gutenberg y otros, los que manejaban la campaña, me dijeron 'son puros inventos, no hay nada de eso'. Yo les creí. Hasta hoy, tengo al menos la duda, pero personalmente creo que no hubo nada. Y si hubo, fue algo menor. Las elecciones al interior de la Democracia Cristiana y de la mayor parte de los partidos, nunca han sido demasiado limpias."
Edgardo Boeninger, ex ministro de Aylwin.

## Datos misceláneos

### Carmengate II

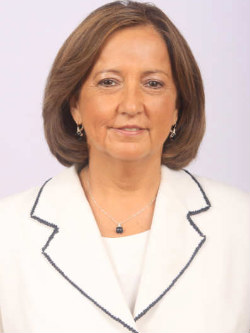
Soledad Alvear, presidenta del PDC cuando se denunció el llamado "Carmengate II" en el 2008. También esposa de Gutenberg Martínez, el principal denunciado en el caso "Carmengate" original, de 1988.

A principios de julio del 2008, cuando se acercaban unas nuevas primarias del PDC, en la que planeaban enfrentarse Soledad Alvear (presidenta del partido y esposa de Gutenberg Martínez) contra Eduardo Frei Ruiz-Tagle, se denunció un nuevo escándalo, que fue llamado "Carmengate II". En mayo de ese año la directiva encabezada por Alvear había entregado al Servicio Electoral (Servel) las fichas de 18.105 nuevos militantes. El diputado Gabriel Ascencio acusó públicamente la existencia de un "Carmengate II", debido a numerosas irregularidades en esa inscripción.

"Por ejemplo, en la VIII Región el domicilio de un dirigente aparece como de 100 militantes. Todo demuestra que es una operación de acarreo para definir el candidato presidencial" (...)  "Voy a pedir una investigación completa de esto al Tribunal Supremo. Nosotros ya vivimos el 'Carmengate' y esto es un 'Carmengate II', quiero buenas explicaciones. Acá puede haber un fraude electoral interno."
Gabriel Ascencio

A estos dichos la mesa central del partido respondió a través del secretario nacional, Moisés Valenzuela, que se trataba de militantes con hasta dos años de antigüedad en la colectividad, emplazando a que las denuncias se realizaran formalmente. Belisario Velasco, Álex Figueroa y Guillermo Pickering presentaban dos escritos pidiendo que se aclarara por qué aparecían hasta 10 mil militantes registrados en los mismos domicilios. Antes de que surgieran aclaraciones internas, a fines de julio, el Servel rechazó alrededor de 11 mil inscripciones de supuestos militantes de la DC. La repartición pública argumentó, entre los motivos, que se habían presentado los nombres de personas ya fallecidas y militantes de otros partidos.
El conflicto se arrastró hasta fines de octubre, cuando los malos resultados de la DC en la elección municipal de ese año (el partido sacó 40 alcaldes menos que en la elección del 2004), llevaron a que Alvear renunciara a la presidencia de la colectividad y a su precandidatura presidencial.

### Burgos y Velasco a Inteligencia
Tanto Jorge Burgos (quien descubrió a los militantes adulterando el padrón en 1988) como Belisario Velasco (quien -según la versión de Juan Pablo Cárdenas- afirmaba guardar pruebas del caso "Carmengate"), terminaron desempeñando labores en la cúpula del aparato de inteligencia montado por el gobierno de Patricio Aylwin, conocido como "La Oficina".

### Las otras precandidaturas de Valdés
En 1993, por segunda oportunidad, Gabriel Valdés hizo una tentativa por ser convertido en precandidato presidencial del PDC. Pero al no ser aclamado por consenso y, al persistir las candidaturas de Andrés Zaldívar y Frei Ruiz-Tagle, Valdés, que entonces era presidente del Senado, desistió de su postulación. En la elección presidencial terminaría por ganar Eduardo Frei Ruiz-Tagle, el otro precandidato del PDC que había competido en la primaria del "Carmengate", en 1988.
En 1998, ya con 80 años, de nuevo estuvo entre los precandidatos del PDC, pero desistió ante la postulación de Andrés Zaldívar, que sería después derrotado en la primaria general de la Concertación por quien resultaría finalmente electo Presidente de la República en esa oportunidad, Ricardo Lagos.

"En 1993 no había competencia a Eduardo Frei. Y en 1998, primero aseguró que estaba dispuesto a ir a la pelea, pero luego me dijo que no tenía energía suficiente para otro intento, que veía que Andrés Zaldívar tenía mayoría en la Junta Nacional y que, por lo tanto, no tenía sentido ir a una pelea definida de antemano".
Andrés Palma, ex diputado y ex ministro DC.